# Световен пощенски съюз
Световният пощенски съюз (СПС, на френски: Union postale universelle) е специализирана агенция на Организацията на обединените нации, която координира пощенската политика сред държавите членки, в допълнение към Световната пощенска система. СПС се състои от четири тела: Конгреса, Административния съвет (АС), Съвета по пощенски операции (СПО) и Международното бюро (МБ). Агенцията също така наблюдава сътрудничества в областта на телематиката и експресните пощенски услуги. Всеки участник се съгласява същите условия за провеждане на международни пощенски разноски. Седалището на агенцията е в Берн, Швейцария.
Френският език е официален в СПС. Английският език е добавен като работен език през 1994 година. Повечето документи и публикации на СПС, включително и неговото водещо издание, списание „Пощенски Съюз“ – са на разположение на шестте официални езика на Организацията на обединените Нации (френски, английски, руски, китайски, испански и арабски).